# Rupe (Skradin)
Rupe falu Horvátországban Šibenik-Knin megyében. Közigazgatásilag Skradinhoz tartozik.

## Fekvése
Šibenik központjától légvonalban 18, közúton 30 km-re északra, községközpontjától légvonalban 8, közúton 11 km-re északra, Dalmácia középső részén, a Krka Nemzeti Park nyugati szélén fekszik.

## Története
Rupe környékének urai a középkorban egy ősi horvát nemesi család a Šubićok voltak, akik a Krka folyó jobb partján emelkedő meredek sziklára a bal parti Kamičakkal szemben felépítették Rog, vagy másképpen Rogovo várát. A vár ura 1345-ben a bribiri Budislav Ugrinić volt. Később a Martinušić család birtoka volt. Középkori templomát a 15. században építették, lényegében ma is ez a falu plébániatemploma. A török 1522-ben foglalta el Rogovót és a környező várakat, uralma a 17. század végéig tartott. Ebben az időszakban Rupe a skradini plébániához tartozott, egyházi szolgálatát 1700-ig a visovaci ferences atyák látták el. 1700 és 1773 között a dubovicai plébánia része volt. 1718-ban a gazdag rupei Marasović család zálogbirtoka lett. Plébániáját 1773-ban alapították. Ekkor építették fel Szent Antal tiszteletére szentelt régi plébániatemplomát. 1797-ben a Velencei Köztársaság megszűnésével a Habsburg Birodalom része lett. 1806-ban Napóleon csapatai foglalták el és 1813-ig francia uralom alatt állt. Napóleon bukása után ismét Habsburg uralom következett, mely az első világháború végéig tartott. A településnek 1857-ben 695, 1910-ben 1176 lakosa volt. Az I. világháború után rövid ideig az Olasz Királyság, ezután a Szerb-Horvát-Szlovén Királyság, majd Jugoszlávia része lett. 1991-ben lakosságának 97 százaléka horvát volt. A délszláv háború során A településnek 2011-ben 470 lakosa volt.

## Lakosság
| Lakosság változása | Lakosság változása | Lakosság változása | Lakosság változása | Lakosság változása | Lakosság változása | Lakosság változása | Lakosság változása | Lakosság változása | Lakosság változása | Lakosság változása | Lakosság változása | Lakosság változása | Lakosság változása | Lakosság változása | Lakosság változása |
| ------------------ | ------------------ | ------------------ | ------------------ | ------------------ | ------------------ | ------------------ | ------------------ | ------------------ | ------------------ | ------------------ | ------------------ | ------------------ | ------------------ | ------------------ | ------------------ |
| 1857               | 1869               | 1880               | 1890               | 1900               | 1910               | 1921               | 1931               | 1948               | 1953               | 1961               | 1971               | 1981               | 1991               | 2001               | 2011               |
| 695                | 930                | 906                | 886                | 1.120              | 1.176              | 1.250              | 1.186              | 1.249              | 1.324              | 1.340              | 1.350              | 1.147              | 976                | 672                | 470                |

## Nevezetességei
- Szent György tiszteletére szentelt római katolikus plébániatemploma a mező melletti kis dombon épült a 15. században. A templom két építési szakaszban építették. Ez a gótikus boltozaton jól látható, mivel annak egy része nem teljesen illeszkedik a többi részéhez. Homlokzatán a bejárati ajtó mellett két kis ablak látható, felül az oromzaton áll a harangtorony a két haranggal. A bejárat felett egy kis kör alakú ablak, alatta egy kis üres fülke látható. Az oldalbejárat mellett egy növényi ornamentikával díszített töredék van befalazva. A templom 1975-ben új tetőt kapott. Főoltára fából készült, rajta Szent György szobra látható. Antependiuma aranyozott, növényi ornamentikával díszített. A templom körül található a falu temetője. A délszláv háború során a templomot felgyújtották, harangjait elvitték. Az újjáépítés 2000-ben bejeződött be. Mindkét harangját megtalálták és visszakerült az eredeti helyére. 2005-ben a temető köré kőből kerítést építettek. Felépítették a halottasházat és elkészült a templomhoz vezető aszfaltozott út is.[2]
- Szent Antal tiszteletére szentelt templomát 1963-ban építették a régi templom (1773.) helyére Ante Barač építész tervei szerint. Ez egy betonból készült épület volt a homlokzata felett harangtoronnyal. A délszláv háború során a szerbek a templomot lerombolták, harangjait elvitték. A nagyobbik harangot később megtalálták. A háború után a helyére építették fel a Szent Antal pasztorális központot.[2]
- Rog vagy Rogovo vára a Krka medre fölé magasodó 101 méter magas sziklán állt. Nem volt különösebben erős vár, de fekvése miatt ha őrsége jól el volt látva élelemmel egy egész hadsereg sem tudta elfoglalni. A vár csak egy sziklás szakadék felett átívelő hídon át volt megközelíthető. Északról a Krka száz méteres szinte függőleges mélységű medre határolta, melyhez a keleti oldaltól meredek lépcsőfokokkal lehetett lejutni. A vár szélessége 24 méter, hosszúsága 33 méter volt, falai két méter szélesek voltak. A várból mára szinte semmi sem maradt, de a romok között talált márvány töredékek kétségtelenné teszik, hogy egykori birtokosai pompás lakhelyet építettek benne.[5]
- Határában található a Krka egyik nevezetes vízesése a Roški slap (magyarul Rogi-zuhatag). A vízesés a közelében állt Rog váráról kapta a nevét. A vízesés legnagvobb szélessége 450 méter, összmagassága 22,5 méter, a legmagasabb vízesésének magassága 15 méter. 1910-ben a jobb oldalán egy kisebb vízierőművet építettek, ahonnan a Drniš melletti szénbányákat látták el árammal.